# Климатологија
Климатологија проучава физичке основе просечних и екстремних стања климе појединачних крајева света и анализира њихов утицај на природу Земље. За разлику од метеорологије, која анализира атмосферске прилике у краћим временским периодима (обично неколико недеља), климатологија се бави изучавањем климе у дужим временским периодима и студијом и анализом учесталости одређених климатских услова у далекој и блиској прошлости. Ова модерна област проучавања се сматра граном атмосферских наука и подобласт физичке географије, која је једна од наука о Земљи. Климатологија сада укључује аспекте океанографије и биогеохемије.
Главне методе које користе климатолози су анализа посматрања и моделовање физичких закона који одређују климу. Главне теме истраживања су проучавање климатске варијабилности, механизама климатских промена и савремених климатских промена. Основно знање о клими може се користити у оквиру краткорочне временске прогнозе, на пример о климатским циклусима као што су Ел Нињо - Јужна осцилација (ENSO), Мејден-Џулијанова осцилација (NAO), северноатлантска осцилација (NAO), арктичка осцилација (AO), пацифичка декадна осцилација (PDO) и међудекадна пацифичка осцилација (IPO).
Климатски модели се користе у различите сврхе од проучавања динамике временског и климатског система до пројекција будуће климе. Времеске прилике су познате као стање атмосфере у одређеном временском периоду, док се клима односи на атмосферска стања током дужег до неодређеног временског периода.

## Историја
Грци су започели формално проучавање климе; заправо, реч клима је изведена од грчке речи клима, што значи „нагиб”, а односи се на нагиб Земљине осе. Вероватно најутицајнији класични текст о клими био је О ваздуху, води и местима који је написао Хипократ око 400. године п. н. е. Овај рад је коментарисао утицај климе на људско здравље и културне разлике између Азије и Европе. Ова идеја да је клима одлучујући фактор просперитета земље, или климатски детерминизам, остала је утицајна током историје.  Кинески научник Шен Куо (1031–1095) закључио је да се клима природно мењала током огромног временског периода, након што је посматрао окамењене бамбусе пронађене под земљом у близини Јанџоуа (данашњи Јанан, провинција Шенси), области са сувом климом која није погодна за раст бамбуса.
Проналазак термометра и барометра током научне револуције омогућио је систематско вођење евиденције, које је почело још 1640–1642 у Енглеској. Рани истраживачи климе укључују Едмунда Халеја, који је објавио мапу пасата 1686. након путовања на јужну хемисферу. Бенџамин Френклин (1706–1790) први је мапирао ток Голфске струје за коришћење у слању поште из Сједињених Држава у Европу. Франсис Галтон (1822–1911) је измислио термин антициклон. Хелмут Ландсберг (1906–1985) је подстакао употребу статистичке анализе у климатологији, што је довело до њене еволуције у физичку науку.
Почетком 20. века климатологија је углавном била усмерена на опис регионалних клима. Ова дескриптивна климатологија је углавном била примењена наука, дајући фармерима и другим заинтересованим статистику о томе какво је нормално време и колике су велике шансе за екстремне догађаје. Да би то урадили, климатолози су морали да дефинишу нормалну климу, или просечне временске прилике и временске екстреме у периоду од типично 30 година.
Око средине 20. века, многе претпоставке у метеорологији и климатологији сматрале су климу отприлике константном. Док су научници знали за прошле климатске промене као што су ледена доба, концепт климе као непроменљиве био је користан у развоју опште теорије о томе шта одређује климу. Ово је почело да се мења у деценијама које су уследиле, и док је историја науке о климатским променама почела раније, климатске промене су постале једна од средишњих тема за проучавање климатолога седамдесетих и надаље.

## Потпоља
Различите подобласти климатологије проучавају различите аспекте климе. Постоје различите категоризације области у климатологији. Америчко метеоролошко друштво, на пример, идентификује дескриптивну климатологију, научну климатологију и примењену климатологију као три поткатегорије климатологије, што је категоризација засновану на сложености и сврси истраживања. Примењени климатолози примењују своју стручност у различитим индустријама као што су производња и пољопривреда.
Палеоклиматологија настоји да реконструише и разјасни прошле климе испитивањем записа као што су ледена језгра и прстенови дрвећа (дендроклиматологија). Палеотемпестологија користи ове исте записе да помогне у одређивању учесталости урагана током миленијума. Историјска климатологија је проучавање климе у контексту људске историје и стога се фокусира само на последњих неколико хиљада година.
Климатологија граничног слоја је заокупљена разменама воде, енергије и импулса близу површине. Даље идентификоване подобласти су физичка климатологија, динамичка климатологија, климатологија торнада, регионална климатологија, биоклиматологија и синоптичка климатологија. Проучавање хидролошког циклуса на дугим временским скалама понекад се назива хидроклиматологија, посебно када се проучавају ефекти климатских промена на циклус воде.

## Методи
Проучавање савремене климе укључује метеоролошке податке акумулиране током многих година, као што су подаци о падавинама, температури и саставу атмосфере. Познавање атмосфере и њене динамике је такође отелотворено у моделима, било статистичким или математичким, који помажу интеграцијом различитих запажања и тестирањем како се уклапају. Моделовање се користи за разумевање прошлих, садашњих и потенцијалних будућих клима.
Истраживање климе отежава велики распон, дуги временски периоди и сложени процеси који управљају климом. Клима је регулисана физичким законима који се могу изразити као диференцијалне једначине. Ове једначине су спрегнуте и нелинеарне, тако да се приближна решења добијају коришћењем нумеричких метода за креирање глобалних климатских модела. Клима се понекад моделује као стохастички процес, али је то опште прихваћено као апроксимација процесима који су иначе превише компликовани за анализу.

### Климатски подаци
Прикупљање дугог записа климатских варијабли је од суштинског значаја за проучавање климе. Климатологија се бави збирним подацима које је метеорологија прикупила. Научници користе директна и индиректна посматрања климе, од сателита за осматрање Земље и научних инструмената као што је глобална мрежа термометара, до праисторијског леда извађеног из глечера. Како се технологија мерења временом мења, записи података се не могу директно поредити. Како су градови генерално топлији од околних подручја, урбанизација је учинила неопходним да се константно исправљају подаци за овај ефекат урбаног топлотног острва.

## Подела
Климатологија се дели на општу климатологију и климатографију
Општа климатологија проучава физичке основе климе као просечног стања атмосфере.
Климатографија је приказ клима појединих регија или метеоролошких станица. Савремена климатологија је комплексна наука јер осим појединачних климатских елемената истражује и њихове међусобне односе како би се дошло до што поузданијих података.
Како је клима осим у простору променљива и у времену, унутар климатологије развила се и палеоклиматологија која проучава климу прошлости.

## Загревање Земље
Глобално загревање једно је од актуелних питања којим се ова наука бави и од знатног је политичког интереса.